# Lampaul-Plouarzel
Lampaul-Plouarzel (en bretó Lambaol-Blouarzhel) és un municipi francès, situat a la regió de Bretanya, al departament de Finisterre. L'any 2006 tenia 2.047 habitants.

## Demografia
| 1962                                       | 1968  | 1975  | 1982  | 1990  | 1999  |
| ------------------------------------------ | ----- | ----- | ----- | ----- | ----- |
| 1 435                                      | 1 464 | 1 482 | 1 583 | 1 662 | 1 766 |
| Des de 1962: població sense dobles comptes |       |       |       |       |       |

## Administració
| Període | Identitat                 | Partit |
| ------- | ------------------------- | ------ |
| 2008-   | Anne-Marie Cariou-Lemoine |        |